# George Loring Brown
George Loring Brown (gyakran említett nevén George L. Brown) (Boston (Massachusetts állam), 1814. február 2. – 1889. június 26.) amerikai egyesült államok-beli tájképfestő. 

## Életpályája
Előbb fametszetek készítését tanulta Alonzo Hartwellnél, és illusztrátorként dolgozott. Festészetet Washington Allstonnál tanult, ám hamarosan Európába utazott, és két évet töltött Itáliában. Életének nagy részét ezután is külföldön töltötte. Képeinek motívumai is itáliai hatást mutatnak. 
Legjobb tájképei között tartják számon a következőket:
- "Sunset in Genoa" (1875),
- "Doges' Palace and Grand Canal,"
- "Bay of Naples,"
- "Niagara Falls in Moonlight."

1869-ben alkotott "The Bay of New York" című tájképét VII. Eduard angol király vásárolta meg, amikor (még walesi hercegként) Amerikába látogatott.

## Képgaléria

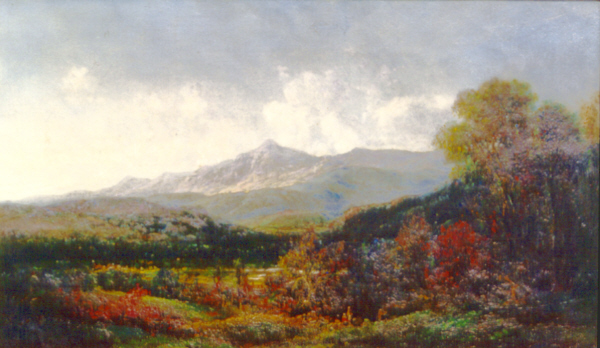
A Moat Mountain Jackson felől